# Eduardo Dato Iradier
Eduardo Dato Iradier (La Coruña, 12 agosto 1856 – Madrid, 8 marzo 1921) è stato un politico spagnolo.
È stato Presidente del Governo di Spagna tre volte: dal 27 ottobre 1913 al 9 dicembre 1915, dall'11 giugno al 3 novembre 1917 e dal 5 maggio 1920 all'8 marzo 1921, quando venne assassinato a Madrid da tre anarchici catalani tra il Parlamento e Puerta de Alcalá. È stato il secondo omicidio di un primo ministro spagnolo in meno di un decennio, prima di lui José Canalejas era stato ucciso in modo simile.
Come Presidente del Governo nell'agosto del 1914 dichiarò la neutralità del Regno di Spagna nella prima guerra mondiale.